# Символ птицы
«Символ птицы» (фр. Personnage Oiseaux) — одна из самых больших работ Жоана Миро в США и его единственная монументальная мозаичная работа.

## Описание
Миро создал эту работу для музея Эдвина Ульриха в Университете Уичиты. Эта мозаика — одна из самых больших живописных работ Миро, начатая, когда ему было 79 лет, и законченная, когда ему было 85. Изготовление работы было завершено в 1977 году, но Миро не считал её законченной, пока она не была установлена.
Это была первая стеклянная мозаика Миро, и, хотя он надеялся сделать ещё несколько, он умер до осуществления своих планов. Намереваясь прийти на открытие работы в 1978 году, он упал в своей студии в Пальме (Мальорка, Испания), и не смог приехать на мероприятие. Вся южная стена музея стала основой для работы 8,53×15,85 м, состоящей из миллиона кусочков мрамора и венецианского стекла, установленных на специально обработанной древесине, прикреплённой к бетонной стене на алюминиевой сетке. В качестве подарка художнику группа жертвователей оплатила изготовление Ателье Лауры (Ateliers Loire) в Шартре и установку. Музей также приобрёл холст 1,7×3,7 м, масло для росписи макета, но они были проданы для поддержки музея и подготовки к реставрации работы. Вся работа изначально была собрана мастерами Ателье с использованием макета Миро как ориентира; изготовление прошло под личным руководством художника. Панно было ввезено на 40 панелях, и установлено в 1978 году.
Хотя работа малоизвестна, она уникальна, так как является одной из последних работ в карьере Миро и является крупнейшей двумерной работой Миро в Северной Америке, единственной работой Миро в данном музее.

## Пятилетняя консервация
В 2011 году было объявлено, что мозаика будет снята. Она стала терять отдельные элементы. Работа будет разобрана и собрана заново, с использованием нержавеющей стали. Процесс будет стоить 3 миллиона долларов и займёт 5 лет.